# Uwe Nettelbeck
Uwe Nettelbeck, eigentlich: Hans-Uwe Bessert-Nettelbeck; (* 7. August 1940 in Mannheim; † 17. Januar 2007 in Bordeaux) war ein deutscher Schriftsteller, Journalist und Musikproduzent.

## Leben
Schon während seines Studiums (ohne Abschluss) der germanistischen Literaturwissenschaft und der Soziologie begann Uwe Nettelbeck ab 1962 als Journalist für Zeitungen, Zeitschriften, Hörfunk und Fernsehen zu arbeiten. Seine Artikel über Film und Gerichtsverfahren machten ihn bald zu einem der bekanntesten Autoren der ZEIT.
Für einen Eklat sorgte Nettelbeck 1968, als er für den umstrittenen Film Besonders wertvoll des Regisseurs Hellmuth Costard Partei ergriff, welchen die Festivalleitung der Kurzfilmtage Oberhausen aus dem Programm werfen wollte. Der Film, der einen Penis die Rede eines Politikers über das Gesetz zur Filmförderung vortragen lässt, war von Nettelbecks Frau Petra produziert worden. Uwe Nettelbeck nannte ihn „das vorläufige chef d’œuvre des deutschen Untergrundkinos. Er wird etwas ausrichten, obwohl kein Verleih ihn kaufen, kein zugängliches Kino ihn zeigen wird, denn das wäre schon etwas: ein Film, der sich nicht in unseren Kulturbetrieb integrieren läßt, der die andere Seite zwingt, Farbe zu bekennen, nicht liberal zu reagieren, wie sie möchte, sondern autoritär, wie sie muß, wenn es ernst wird.“
In seiner Arbeit fühlte sich Nettelbeck von der Chefredaktion der Zeit, insbesondere von Theo Sommer, zunehmend reglementiert und zensiert. Deshalb zog er sich 1969 aus der Wochenzeitung zurück, für die er bis dahin als Redakteur gearbeitet hatte.
Von März 1969 an war er stellvertretender Chefredakteur der Zeitschrift konkret. Deren Herausgeber, Klaus Rainer Röhl, entließ ihn aber schon im August wegen „politischer Differenzen“. Zwischen 1970 und 1975 produzierte Nettelbeck die Band Faust. Von 1976 bis zu seinem Tod gab er mit Petra Nettelbeck die Zeitschrift Die Republik heraus. Das Paar zog 1992, „bestürzt über den Triumphalismus und Rassismus im wiedervereinigten Deutschland“, in den Ort Maransin bei Bordeaux.
Uwe Nettelbeck war seit 1964 mit der Programmsprecherin und Schauspielerin Petra Nettelbeck (geb. Krause) verheiratet. Aus der Ehe gingen zwei Töchter hervor, Anouchka und Sandra. Sandra Nettelbeck ist Filmregisseurin und Drehbuchautorin.

## Journalismus
Nettelbeck schrieb ab 1962 für die Zeit, ab 1963 für die Zeitschriften film und Filmkritik, später auch für den Südwestfunk, den Westdeutschen Rundfunk und andere, zunächst vor allem über Kino, gelegentlich auch über Literatur, insbesondere Trivialliteratur, und Popmusik. Ab 1967 veröffentlichte er Prozessberichte in der Zeit, unter anderem über die Strafverfahren gegen den „Kirmesmörder“ Jürgen Bartsch und zu den Kaufhaus-Brandstiftungen am 2. April 1968.
Kennzeichnend für Nettelbecks Journalismus ist, dass er das vom Kulturbetrieb Verachtete ernst nimmt, den Genrefilm, vor allem den Western, aber auch den Kriminalroman, die Popmusik oder das Fernsehen. In seinen Artikeln dokumentiert er seine Quellen ausführlich, was seine spätere Vorliebe für die Montage ankündigt.
Seine Kompromisslosigkeit brachte Nettelbeck nicht nur in Konflikte mit konservativen Redakteuren und Lesern, sondern auch mit der Linken. Gegen Ulrike Meinhofs Vorhaltung, er verwandele konkret in ein „Instrument der Konterrevolution“, bestand er darauf, politische Publizistik dürfe nicht bloß Bekenntnis, sie müsse auch Vermittlung sein.

## Faust
Im Jahr 1969 wurde Nettelbeck von Horst Schmolzi, verantwortlich für A & R bei der Londoner Niederlassung der Plattenfirma Polydor, gefragt, ob er eine deutsche Rockband zusammenstellen könne. Nettelbeck, der gerade mit dem Journalismus gebrochen hatte, sagte zu, erbat sich aber erhebliche Vorschüsse. Er vereinigte zwei kleinere Bands, Nukleus und Campylognatus Citelli, zu der Gruppe Faust. In einem ehemaligen Schulhaus in Wümme begann er, mit den Musikern zu proben und Aufnahmen zu machen. Die entstehenden avantgardistischen Schallplatten, die in Deutschland keinen nennenswerten Erfolg hatten, werden bis heute von US-amerikanischen und britischen Fans und Kritikern als Meisterwerke des Krautrock hoch geschätzt. Als Polydor auf eine Kommerzialisierung der Musik drängte, schlossen Produzent und Gruppe einen Vertrag mit Virgin Records. Nettelbeck: „I had no idea what commercial was.“ (Ich wusste gar nicht, was kommerziell sein soll.) Obwohl Virgin Records The Faust Tapes zum Preis einer Single auf den Markt brachte, wodurch die LP sich gut verkaufte, blieb der Gruppe ein dauerhafter Erfolg beim Publikum versagt. Nettelbeck zog sich 1975 vom Musikgeschäft zurück.
In der Zeit mit Faust produzierte Nettelbeck auch Platten von Anthony Moore und Tony Conrad.

## Literarisches und editorisches Werk
Uwe Nettelbecks literarisches Werk entwickelte sich aus einer scharfen Auseinandersetzung mit dem Kulturbetrieb. Gesammelt sind die ersten Ergebnisse dieser Auseinandersetzung in dem 1976 im Selbstverlag erschienenen Band Mainz wie es singt und lacht […]. Glossen stehen neben Dokumenten, z. B. Briefen von Verlegern, Lektoren und Redakteuren an den Autor; der ebenfalls in dem Band enthaltene Text „Der Dolomitenkrieg“ ist eine literarische Montage über den Gebirgskrieg 1915–1918. In dem Buch sind bereits nahezu alle Stilmittel und Verfahren enthalten, die Nettelbeck in seiner Zeitschrift Die Republik entfalten wird.

### Die Republik

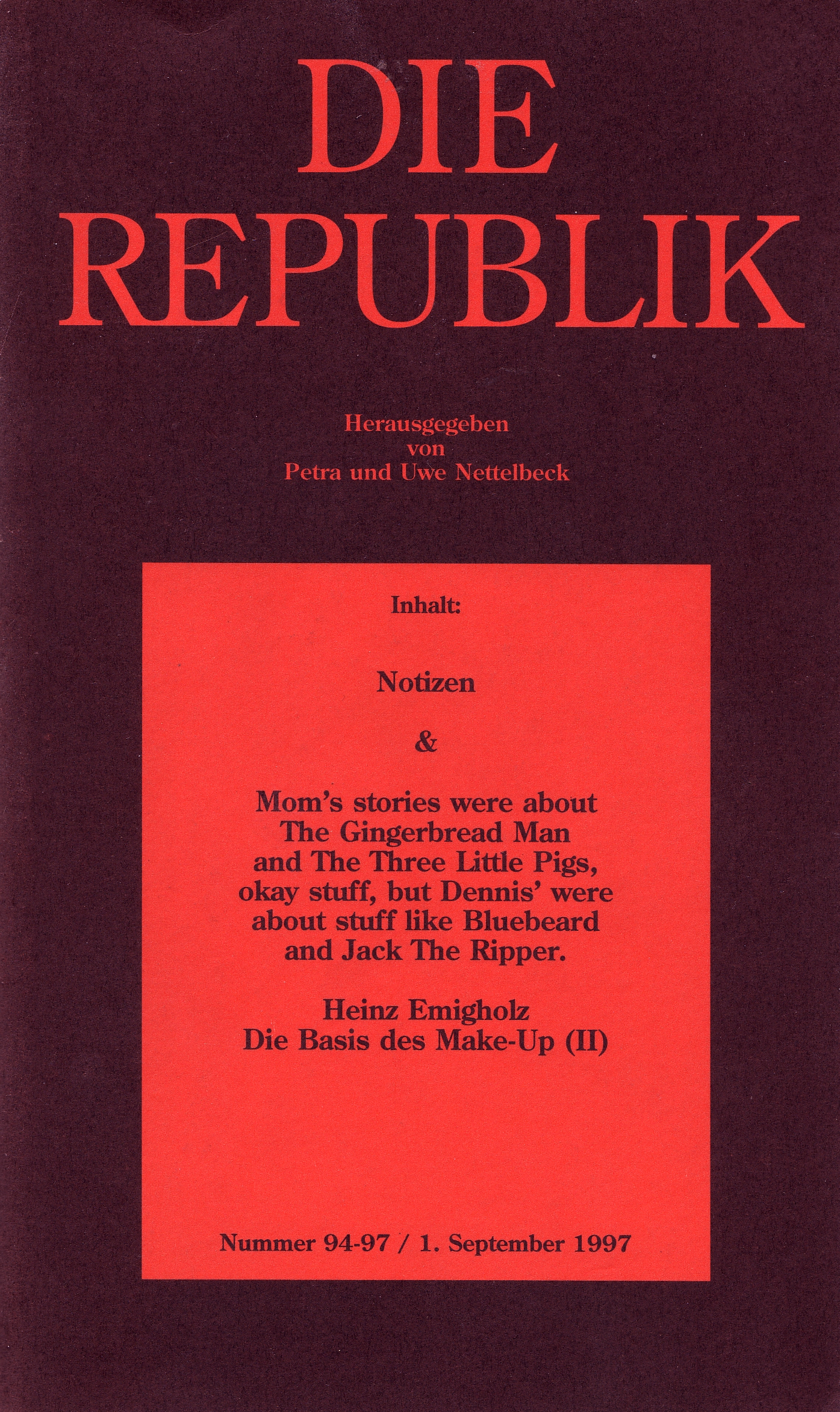
Die Republik Nr. 94–97

Die 1976 von Uwe Nettelbeck begründete Zeitschrift Die Republik wurde bis Nr. 54 von ihm allein, danach gemeinsam mit Petra Nettelbeck herausgegeben, bei Nr. 86 bis 91 zeichnete D. E. Sattler als Co-Editor. Umschlag und Typographie ähneln der Fackel von Karl Kraus. Die Republik erschien unregelmäßig. Sie ist zum größten Teil von Uwe Nettelbeck selbst geschrieben und von ihm redigiert, auch die Übersetzungen stammen in der Regel von ihm. Nach seinem Tod erschien mit Nr. 123–125 (17. Januar 2008) die letzte Ausgabe; sie enthält einen langen Aufsatz Nettelbecks zum Thema Kino. Bezeichnend für die unversöhnliche Haltung, die die Zeitschrift gegenüber dem Kulturbetrieb einnahm, ist der Passus, der sich in frühen Ausgaben der Republik findet: „Vom Bezug im Abonnement ausgeschlossen sind Firmen und Institutionen. Anzeigenaufträge werden nicht entgegengenommen; unverlangt eingesandte Manuskripte und Drucksachen nicht geprüft, sondern vernichtet, Briefe und Anfragen an die Redaktion nicht beantwortet.“
Neben dem Kulturbetrieb beschäftigte sich Nettelbeck in Die Republik mit Kriminalistik und Polizeimethoden, mit Charlotte Corday, der Kolonisierung Perus, dem Fernsehen, dem Kriminalroman und Fragen der Übersetzung, mit den Schriftstellern Gustave Flaubert, Johann Wolfgang von Goethe, Johann Georg Hamann, Friedrich Hölderlin, Herman Melville, August Strindberg und Johann Heinrich Voß, dem Bergsteiger Maurice Wilson, dem Regisseur Sam Peckinpah und dem Musiker Jerry Lee Lewis. In der Zeitschrift wurden Texte von Franz Jung, Maurice Maeterlinck und Jules Michelet veröffentlicht. Zu den Mitarbeitern zählten die Filmessayistin Frieda Grafe, die Filmemacher und Künstler Heinz Emigholz und Harun Farocki, die Fotografin Silke Grossmann, der Filmemacher und Soziologe Robert Krieg, der Hörspielregisseur und Autor Peter Michel Ladiges, der Journalist Stefan Ripplinger, D. E. Sattler, der Verleger Jörg Schröder, der Kulturtheoretiker Klaus Theweleit und der Schriftsteller und Übersetzer Hans Wollschläger.

### Herausgeberschaften
Aus der Arbeit an der Republik gingen verschiedene Editionen hervor, so von Franz Jung und Jules Michelet. In den 1980ern erschienen im Verlag Franz Greno die ersten 13 einer damals auf 30 Bände veranschlagten Ausgabe der Schriften von Karl Philipp Moritz (1756–1793), herausgegeben von Petra und Uwe Nettelbeck. Nach dem Konkurs des Verlags musste die Edition vorübergehend zurückgestellt werden, bis ein Mäzen gefunden war. Sie wurde erst 2006 endgültig aufgegeben.

### Karl Philipp Moritz
Begleitend zur Arbeit an der Werkausgabe von Karl Philipp Moritz entstand eine mehrere tausend Seiten umfassende literarische Montage, die Fragment und bislang unveröffentlicht geblieben ist, Karl Philipp Moritz. Sie darf als ein Hauptwerk des Schriftstellers Nettelbeck gelten.

## Wirkung
Obwohl Uwe Nettelbeck, mit sehr wenigen Ausnahmen, seit den sechziger Jahren keine Filmkritiken mehr veröffentlichte und das Thema Kino in den von ihm verfassten Texten der Republik nur eine geringe Rolle spielte, wird er auch heute noch vielfach als Filmkritiker wahrgenommen. Peter von Becker bemerkte im Tagesspiegel: „Dieser abgebrochene Literaturstudent Nettelbeck schrieb in den, verglichen mit heute, wahrhaft wilderen 60er Jahren auf oft ganzen ‚Zeit‘-Seiten oder auch in der Zeitschrift ‚Filmkritik‘ über Godard und Hitchcock, Truffaut und Kubrick, Pasolini und Bergman, über den neuen deutschen Kurzfilm oder den US-Underground Aufsätze von solcher Anschaulichkeit, Wahrnehmungsschärfe und Reflexionsdichte, wie sie auf späteren Kulturseiten nie mehr zu lesen waren.“
Beachtet wurde Die Republik vor allem von ihren Gegnern, die Nettelbeck als einen Epigonen von Karl Kraus hinstellten. Der Schriftsteller Eckhard Henscheid zählte Nettelbeck zu denen, die Prestige daraus beziehen wollten, „sich a) als Karl-Kraus-Verweser zu gerieren, b) praktisch nur das Schrifttum des 18. Jahrhunderts der Ästimation würdig zu erachten und c) und in der Folge alle gegenwärtige literarisch-philosophische Produktion angeekelt als dritt- bis fünftklassig zu ignorieren.“
Als Schriftsteller wird er hier und da für einen frühen Vertreter der Popliteratur gehalten, so von dem Literaturwissenschaftler Dirck Linck. Ähnlich äußern sich die Nachrufe von taz und Welt. Sie alle berufen sich allerdings dabei auf einen einzigen Text von Nettelbeck, Generalthema ‚Trivialmythen‘ (um es einmal so zu nennen) (1970).

## Autobiographische Notiz (1965)
In: Filmkritik 4/1965, S. 237–238.

„Uwe Nettelbeck. Geboren am 7. August 1940 in Mannheim, aber bald in die Nähe von Lindau, also nach Bayern verpflanzt worden. Von Sexta bis Quarta versuchte ich das Staatliche Gymnasium in Lindau, ab Untertertia das Landerziehungsheim Schule Birklehof in Hinterzarten, wo ich mich bona fide konfirmieren ließ. Zum drittenmal wollte man mich die Obersekunda nicht machen lassen, so wurde ich wegen schlechter Zeugnisse (sieben Fünfer und eine Sechs) und renitenten Verhaltens der Schule verwiesen. Man steckte mich wieder zwischen die lindauer Gymnasiasten, in die Untersekunda ungerechterweise. Nach ein paar Wochen und mehreren Direktoratsverweisen aber wurde ich wegen schlechter Leistungen und renitenten Verhaltens auch von dieser Schule verwiesen. Drei Monate Verlagslehre, danach vier Monate Unabhängigkeit in England und dann Eintritt in das neusprachliche Erziehungsheim Schule Schloss Louisenlund bei Schleswig, wo ich mich mit knapper Not bis zum Abitur (1961) über Wasser halten konnte. Zum Wehrdienst für untauglich befunden (Störungserscheinungen, Sehschwäche und Untergewicht), Aufnahme eines Studiums (Literaturwissenschaft, Soziologie) in Göttingen und Hamburg, das ich nach sechs Semestern und einer Seminararbeit abgebrochen habe. Noch während des Studiums Beginn der ständigen Mitarbeit in der Feuilleton-Redaktion der Zeit, Veröffentlichungen (Feuilleton, Literatur- und Filmkritik) seit Herbst 1962. Seit Heft 3/1963 ständige Mitarbeit bei Enno Patalas. Ein Festivalbericht für Film und eine Rezension für die Frankfurter Hefte, Arbeit für Rundfunk und Fernsehen. Verheiratet, eine Tochter. Anschrift: Hamburg 39, Gellertstraße 28.“

## Diskographie
Von Uwe Nettelbeck produzierte Schallplatten:
- Faust: Faust (1971)
- Anthony Moore: Pieces from the Cloudland Ballroom (1971)
- Anthony Moore: Secrets of the Blue Bag (1972)
- Slapp Happy: Sort of (1972)
- Faust: Faust so Far (1972)
- Slapp Happy: Acnalbasac Noom (1973)
- Faust: The Faust Tapes (1973)
- Tony Conrad: Outside the Dream Syndicate (1973)
- Faust: Faust IV (1974)

## Schriften
- „Generalthema ‚Trivialmythen‘ (um es einmal so zu nennen)“. In: Renate Matthaei (Hrsg.): Trivialmythen. März, Frankfurt/M. 1970, S. 151–179; erneut in März Texte 1. Trivialmythen. März bei Area: Erftstadt 2004, S. 471–499
- Mainz wie es singt und lacht. Die Ballonfahrer. Briefe. Mainz bleibt Mainz. Gespenstergeschichten. Der Dolomitenkrieg. Nachträge. Verlag Petra Nettelbeck: Salzhausen-Luhmühlen 1976
  - Der Dolomitenkrieg. Zweitausendeins: Frankfurt a. M. 1979 (Separatdruck aus Mainz wie es singt und lacht)
    - Der Dolomitenkrieg. Mit einem Nachwort von Detlev Claussen. Berenberg: Berlin 2014
- Die Republik, Nr. 1–125 / 1976–2008; ca. 8.000 Seiten
- Fantômas. Eine Sittengeschichte des Erkennungsdienstes. Verlag Petra Nettelbeck: Salzhausen-Luhmühlen 1979
- Cosmic (mit Jörg Schröder). März: Berlin/Schlechtenwegen 1982 (zugleich in Die Republik, Nr. 55–60 / 3. Juni 1982)
- Charlotte Corday. Ein Buch der Republik (mit Petra Nettelbeck). Verlag Franz Greno: Nördlingen 1986 (Erweiterte Fassung von Die Republik, Nr. 16–17 / 17. Juli 1977)
- Karl Philipp Moritz, Lesebuch. Verlag Franz Greno: Nördlingen 1986
- Keine Ahnung von Kunst und wenig vom Geschäft. Filmkritik 1963-1968. Hrsg. v. Sandra Nettelbeck. Philo Fine Arts: Hamburg 2011
- Prozesse. Gerichtsberichte 1967–1969, herausgegeben von Petra Nettelbeck, mit einem Nachwort von Henrik Ghanaat. Suhrkamp, Berlin 2015, ISBN 978-3-518-42482-7.[34]

## Hinweise und Einzelnachweise
1. ↑  So erscheint sein vollständiger Name in einer Anklageschrift des Landgerichts Frankfurt, betreffend die unerlaubte Verbreitung eines Referats des Präsidenten des Bundeskriminalamts, Horst Herold. Die Anklageschrift wird zitiert in Die Republik, Nr. 48–54 / 8. Mai 1980, S. 6.
2. 1 2 3  Bibliographie Uwe Nettelbeck. Verlag Die Republik: Maransin 2008
3. ↑  „Unter den wichtigen Filmkritikern der sechziger Jahre war Uwe Nettelbeck der kleine Prinz: ein Popstar, der mit furiosem Temperament origineller und musikalischer über Kino schreiben konnte als irgendjemand sonst in Deutschland.“ Hans-Christoph Blumenberg: (Nachruf auf Uwe Nettelbeck). In: Die Zeit 5/2007.
4. ↑  Uwe Nettelbeck: „Beschreibung eines Kampfes. Über die Filmemacher Hellmuth Costard und Martin Müller“. Die Zeit 13/1968.; vollständig nachgedruckt in Klaus Behnken/Internationale Kurzfilmtage Oberhausen (Hrsg.): kurz und klein. 50 Jahre Internationale Kurzfilmtage Oberhausen. Hatje Cantz: Ostfildern-Ruit 2004, S. 125–129, hier S. 127.
5. ↑  Peter Rawert: Im Zweifel lieber gegen den Richter. Theo Sommer wird’s nicht freuen: Nach fast fünfzig Jahren erscheinen Uwe Nettelbecks polemische Gerichtsreportagen. In: Frankfurter Allgemeine Zeitung vom 8. April 2015, S. 10.
6. ↑  Uwe Nettelbeck: „In eigener Sache“. In: konkret, 9/1969. „Mein Entschluß, nicht länger dazu beizutragen, daß die Zeit manchmal anders aussieht, als sie ist, das gebe ich zu, war auch eine Reaktion auf die Aufforderung, meine Artikel einem Redakteur vom Schlage Theo Sommers zu einer genauen Betrachtung im Manuskript zu überlassen […].“
7. ↑  Stefan Ripplinger: "Post aus Haßfurt". konkret 3/2007, S. 14 f. Hierzu auch Impressum konkret 5/1969-18/1969
8. ↑  „dismayed by the triumphalism and racism of post-unification Germany“ – Joe Boyd: Obituary. Uwe Nettelbeck. German rock producer, film critic and gourmet. In: The Guardian, 13. Februar 2007
9. ↑  Zeit', Nr. 49, 50 und 51/1967
10. ↑  Uwe Nettelbeck: Die Frankfurter Brandstifter. Viermal drei Jahre Zuchthaus für eine sinnlose Demonstration. In: Die Zeit, 45/1968 (Memento vom 1. Dezember 2015 im Internet Archive), erneut in konkret', 3/2007.
11. ↑  Zu einer seiner Arbeiten über Fernsehen, vgl. Brigitte Weingart: „Flüchtiges Lesen: TV-Transkripte (Goetz, Kempowski, Nettelbeck)“. In: Ludwig Jäger und Georg Stanitzek (Hrsg.): Transkribieren. Medien/Lektüre. Wilhelm Fink: München 2002, S. 91–114
12. ↑  Ein Beispiel dafür: Uwe Nettelbeck: „Wer gerade geht, wird vorgebeugt. Mitbürger lesen Bild oder Morgenpost. In den Demonstranten erkennen sie, was sie schon kannten. Sie sind aber nicht selber die Bild-Zeitung“. In: film, 3/1969. Der Artikel besteht aus Reflexionen Nettelbecks und langen Zitaten aus der FAZ und einer Ansprache von Kurt Georg Kiesinger. Hierzu auch: Stefan Ripplinger: "Return to Sender. Über Uwe Nettelbecks Zitatmontagen", Kultur & Gespenster, 7 / Herbst 2008, S. 73–97
13. ↑  „Es kann ‚Konkret’ vernünftigerweise nicht nur darum gehen, linke Politik publizistisch zu vertreten, es muß dieser Zeitschrift auch darum gehen, linke Politik publizistisch zu verbreiten.“ Uwe Nettelbeck: (Leserbrief), Spiegel, 12/1969
14. ↑  Vgl. etwa Julian Cope: KrautRockSampler. one heads guide to the große kosmische Musik. Deutsch von Clara Drechsler. Pieper’s MedienXperimente: Löhrbach 1996, Auszüge aus dem Original und Andy Wilson: Faust - Stretch Out Time 1970–1975. Faust-Pages: London 2006
15. ↑  Chris Cutler / Kersten Glandien: (Interview mit Uwe Nettelbeck). In: Faust. The Wümme Years 1970–73 (Booklet einer 5-CD-Box), S. 33–38, hier S. 35. ReR Megacorp 2000
16. ↑  Später auch separat: Uwe Nettelbeck: Der Dolomitenkrieg. Zweitausendeins: Frankfurt/M. 1979
17. ↑  „Mainz wie es singt und lacht“ ist der Prototyp der „Republik“. Hermann Bohlen: „Ein ganz Gefährlicher. Das Whizzkid Uwe Nettelbeck ist tot, aber seine ‚Republik’’ lebt.“ In: Frankfurter Rundschau, 25. Januar 2007, und in Literaturkritik.de
18. ↑  Hier zitiert nach Die Republik, Nr. 1–4 / 8. September 1976, S. 240
19. ↑  "Fantômas", gesammelt in Uwe Nettelbeck: Fantômas. Eine Sittengeschichte des Erkennungsdienstes. Verlag Petra Nettelbeck, Salzhausen 1979
20. ↑  "Am Fluß Pirú trafen sie einen Mann, der hieß Berú. Daher der Name. Die Reise des Tupak Yupanki". Die Republik, Nr. 41–47 / 26. September 1979, S. 9–439
21. ↑  Uwe Nettelbeck (Hrsg.): Die Republik. Nr. 28-33. Die Republik, Salzhausen/Frankfurt am Main 1978, S. 392.
22. ↑  Franz Jung: Schriften und Briefe in zwei Bänden. Hrsg. von Klaus Behnken, Uwe und Petra Nettelbeck. Verlag Petra Nettelbeck, Salzhausen 1981
23. ↑  Jules Michelet: Der Vogel. Aus dem Französischen übersetzt und herausgegeben von Uwe Nettelbeck. Verlag Franz Greno, Nördlingen 1986
24. ↑  Die Gründe dafür nennt Uwe Nettelbeck in Die Republik, Nr. 120–122 / 28. September 2006, S. 176–180
25. ↑  Stefan Ripplinger: „Auf der anderen Seite. Uwe Nettelbeck, 1940 bis 2007“, Jungle World 4/2007. Mehr Informationen zum nachgelassenen Werk finden sich in Stefan Ripplinger: Uwe Nettelbeck. Eine Erinnerung, Schreibheft, 81/2013, S. 101–106.
26. ↑  Uwe Nettelbeck schrieb 1998 und 2003 mehrere Artikel über Film und andere Themen für die Wochenzeitung Jungle World; siehe unter Weblinks
27. ↑  Peter von Becker: „Der Geistesblitz. Jetzt erscheint die letzte Ausgabe der ‚Republik', und das Berliner Arsenal huldigt Uwe Nettelbeck, der für den Feuilletonjournalismus und die Kulturessayistik ein Geisterreiter war.“ In: Tagesspiegel. 15. Januar 2008 (Online).
28. ↑  Wilhelm Bittorf baute seinen Verriss der Republik auf einem Vergleich mit Kraus auf und nannte die Zeitschrift „die Kohlhaasiade eines Selfmade-Märtyrers der Publizistik“. Wilhelm Bittorf: „Karl Kraus, klein geschrieben“, Der Spiegel, 42/1976. Zuvor hatte schon Hellmuth Karasek in einer Besprechung von Mainz bleibt Mainz Nettelbeck einen „Nachfolger von Karl Kraus“ genannt, der ihm, verglichen mit diesem, „oft weniger gerecht, dafür boshafter, selbstgerechter“ erscheine. Hellmuth Karasek: „Eine Scherbenwelt aus Zitaten“, Der Spiegel, 17/1976.
29. ↑  Eckhard Henscheid: Sudelblätter. Haffmans Verlag: Zürich 1987, S. 337 und zitiert in Die Republik Nr. 94–97 / 1. September 1997, S. 7. Zu beachten ist, dass Henscheid Nettelbeck hier nicht nennt, jedoch im Personenverzeichnis der Sudelblätter „Nettelbeck, Uwe“ auf diesen Eintrag indiziert ist. Henscheid schreibt die genannte Einstellung „vier bis sechs, z.T. sich befehdenden, z.T. kollaborierenden Hauptkommissaren“ zu. Wolfram Schütte erhob in seinem Nachruf "Schattenwirtschaft eines Privatiers. Zum Tod des solitären Journalisten Uwe Nettelbeck" (Memento vom 8. März 2016 im Internet Archive), titel, online, 24. Januar 2007, ähnliche Vorwürfe. Auch ihn hatte Nettelbeck angegriffen, u. a. in: „Wolfram Schütte ist doof. Ein kurzer Artikel“, film, 10/1969
30. ↑  Dirck Linck: „‚Liking Things‘: Über ein Motiv des Pop“. In: Ders. und Gert Mattenklott: Abfälle. Stoff- und Materialpräsentation in der deutschen Pop-Literatur der 60er Jahre. Wehrhahn Verlag: Hannover-Laatzen 2006, S. 125–160, hier S. 138
31. ↑  Tobias Rapp: „Im Schatten. Am vergangenen Mittwoch ist der Publizist und Herausgeber Uwe Nettelbeck gestorben“. taz, 22. Januar 2007
32. ↑  Hanns-Georg Rodek: „Uwe Nettelbeck (1939 [sic!]–2007)“. Welt, 24. Januar 2007
33. ↑  Renate Matthaei (Hrsg.): Trivialmythen. März, Frankfurt/M. 1970, S. 151–179; erneut in März Texte 1. Trivialmythen. März bei Area: Erftstadt 2004, S. 471–499.
34. ↑  Buchbesprechung: Cord Riechelmann in Frankfurter Allgemeine Sonntagszeitung vom 17. Mai 2015, Seite 41, Nichts als die Wahrheit